# Посли (роман)
Посли (англ. The Ambassadors) - роман американського, пізніше британського, письменника Генрі Джеймса, виданий у 1903 році.

## Сюжет
Молодий Чед Ньюсом переїхав до Парижа, де розкошує на широку ногу і, схоже, більше не хоче повертатися до свого дому у Вулеті, Нова Англія, США; тому його мати, місис Ньюсом, вирішує послати до нього когось, щоб спробувати переконати сина в необхідності навести лад у голові та виїхати додому. Посланець - містер Ламберт Стретер, людина, яка незабаром збирається одружитися з місис Ньюсом і для якої це перша поїздка до незвіданої країни. Стретер, справжній головний герой цієї історії, ще до висадки в Європі починає відчувати несподіване і непереборне почуття особистої свободи, через кардинальні зміни в житті та усвідомленні безтурботності, яка обмежується хіба важливою місією. Через кілька днів після прибуття до Франції, чекаючи на зустріч з Чадом, Ламберт починає відчувати провину перед місис Ньюсом, яка постійно пише йому, тому що його новий статус посла і забируща атмосфера міста викликають у ньому бажання до втечі, якої він не відчував уже давно, через що під загрозу йде роль посла. Незабаром Стретер дізнається, що справжня причина небажання Чада повертатися до США полягає в тому, що він має роман з мадам де Віонне.